# Dölau (Halle)
Dölau ist ein Stadtteil im Stadtbezirk West von Halle (Saale). Den Kern des Stadtteils bildet die 1950 nach Halle eingemeindete, am Nordrand der Dölauer Heide gelegene Ortschaft Dölau, die früher ein Bahnhofsstandort war und heute ein Krankenhaus der Stadt beherbergt. Am 31. Dezember 2020 hatte Dölau 3801 Einwohner.

## Geographie

### Lage

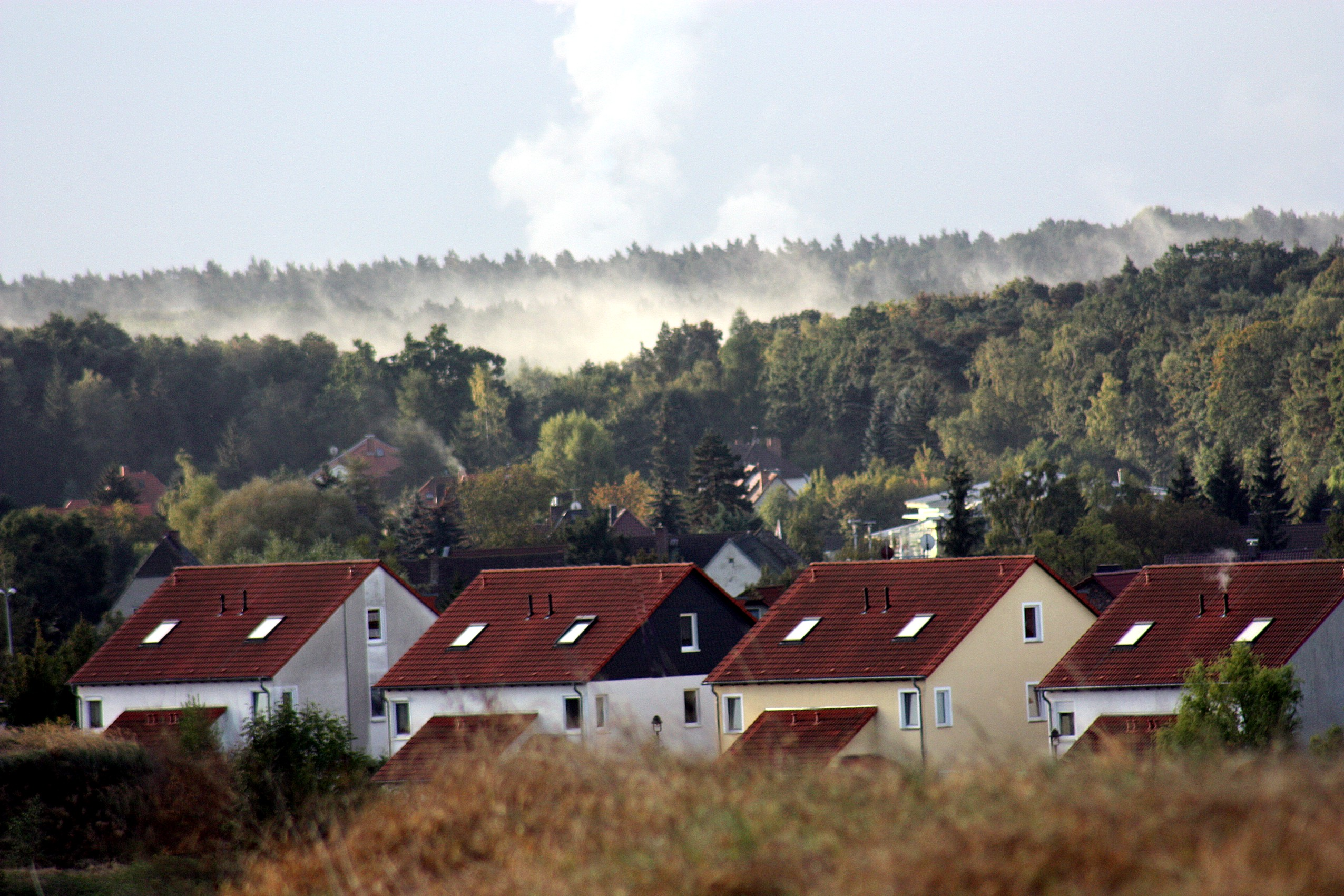
Neubausiedlung in Dölau

Dölau liegt im Nordwesten von Halle am Nordrand der Dölauer Heide. Im Süden der Siedlung beginnt der Hechtgraben, der nach Nordosten zur Saale fließt. Angrenzende Stadtteile sind Lettin im Nordosten, Heide-Nord/Blumenau im Osten und die Dölauer Heide im Süden. Durch den Ort führt die Landstraße von Halle-Neustadt in Richtung Harz. Von dieser zweigen im Stadtteilzentrum an einer Kreuzung die Neuragoczystraße nach Norden und die Stadtforststraße in Richtung Kröllwitz ab. Außerdem gibt es eine Verbindungsstraße nach Lieskau im Westen.

### Verkehr

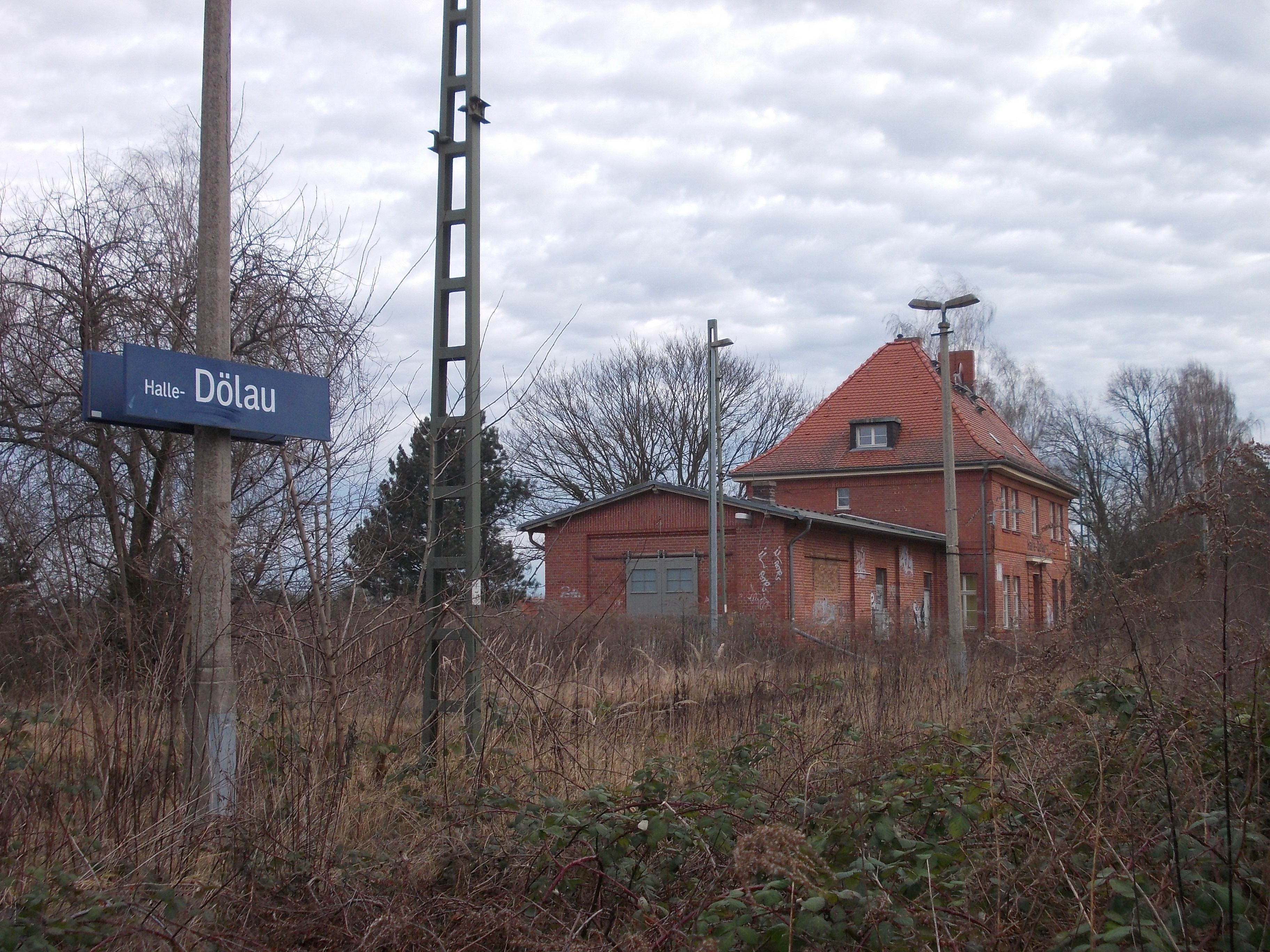
Der alte Bahnhof von Dölau

Dölau wird durch die Buslinie 21 der Halleschen Verkehrs-AG versorgt, diese verbindet das Viertel mit Kröllwitz im Osten und Neustadt im Süden. Außerdem fahren Busse der OBS zum Hauptbahnhof und in den Saalekreis. Eine Bahnstrecke verband im vorherigen Jahrhundert Dölau mit dem Hauptbahnhof von Halle und Hettstedt, diese wurde jedoch zum größten Teil abgebaut. Ein Förderverein möchte die Wiederherstellung der Bahnstrecke erreichen und diese mit Museumszügen befahren.
Westlich von Dölau wird mit der Bundesautobahn 143 eine Abfahrt namens Salzmünde entstehen, die auch Dölau anbindet. Der Bau dieser Autobahn wurde viele Jahre lang vom NABU Halle verhindert.
Der Baustart für das letzte Teilstück der A143 (von der Anschlussstelle Halle-Neustadt bis zum Autobahndreieck Halle-Nord) war am 3. Dezember 2019; der Bau soll planmäßig 2025 abgeschlossen werden. Flächen für eine mögliche Nordumfahrung Dölaus werden im Flächennutzungsplan der Stadt Halle freigehalten.

### Bauwerke
Im Südwesten des Stadtteils besteht das von 1936 bis 1942 zunächst als Luftwaffenlazarett erbaute Waldkrankenhaus, und heutige Klinikum Martha-Maria Halle-Dölau gGmbH. Seit Herbst 2006 ist das vormals Städtische Krankenhaus mit etwa 600 Betten in Trägerschaft des methodistischen Diakoniewerkes Martha-Maria aus Nürnberg. Als akademisches Lehrkrankenhaus der Martin-Luther-Universität Halle-Wittenberg wird ärztlicher Nachwuchs in zwölf Kliniken und drei Instituten ausgebildet.
Der Ort hat mit der Kirche St. Nicolai et Antonii eines der ältesten Gotteshäuser sowie mit der Pfarrkirche Maria Königin des Friedens das jüngste römisch-katholische Kirchengebäude der Stadt Halle. Es gibt auch einen Friedhof. Dölau ist teils noch ländlich geprägt.

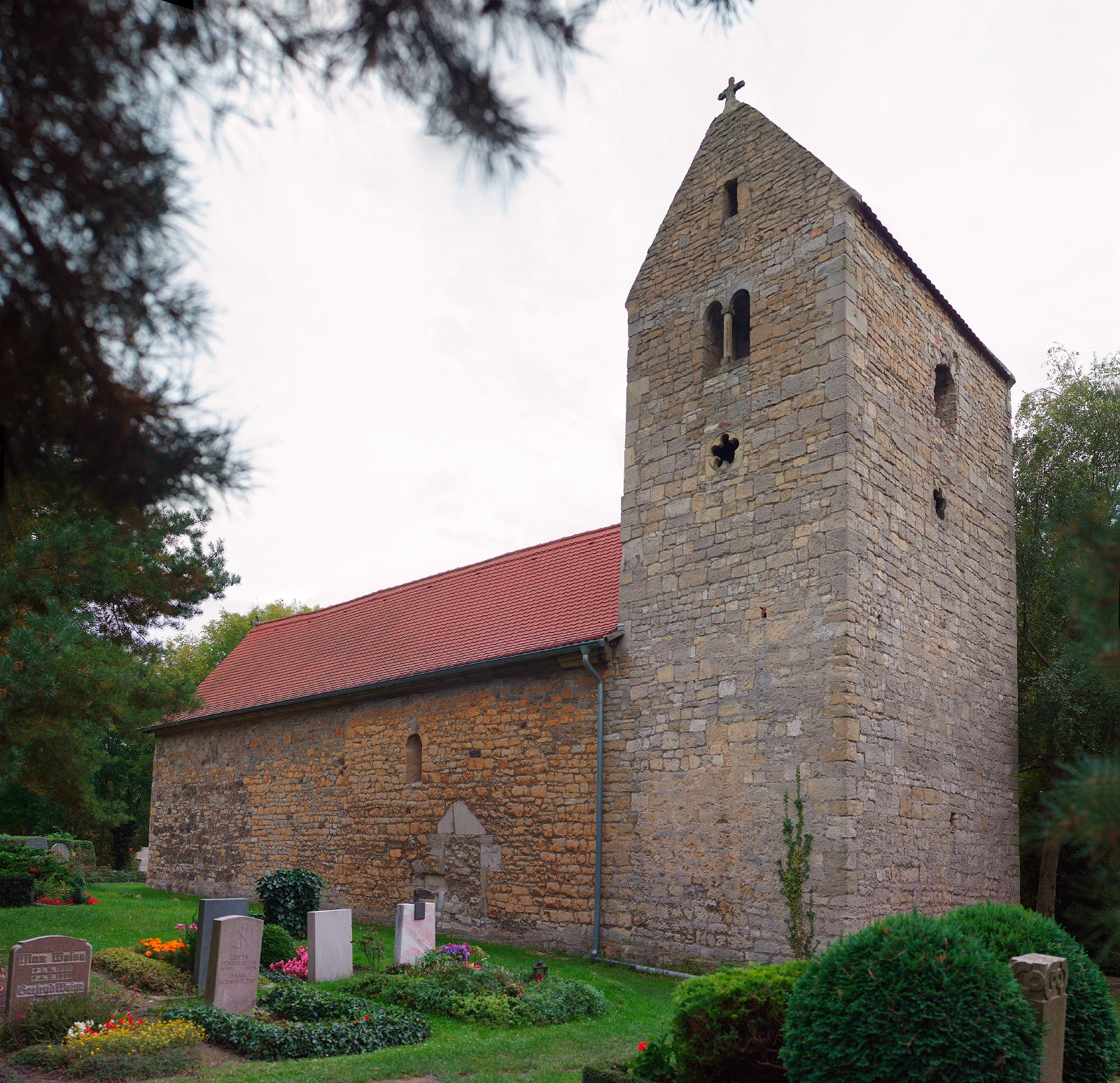
Kirche St. Nicolai et Antonii
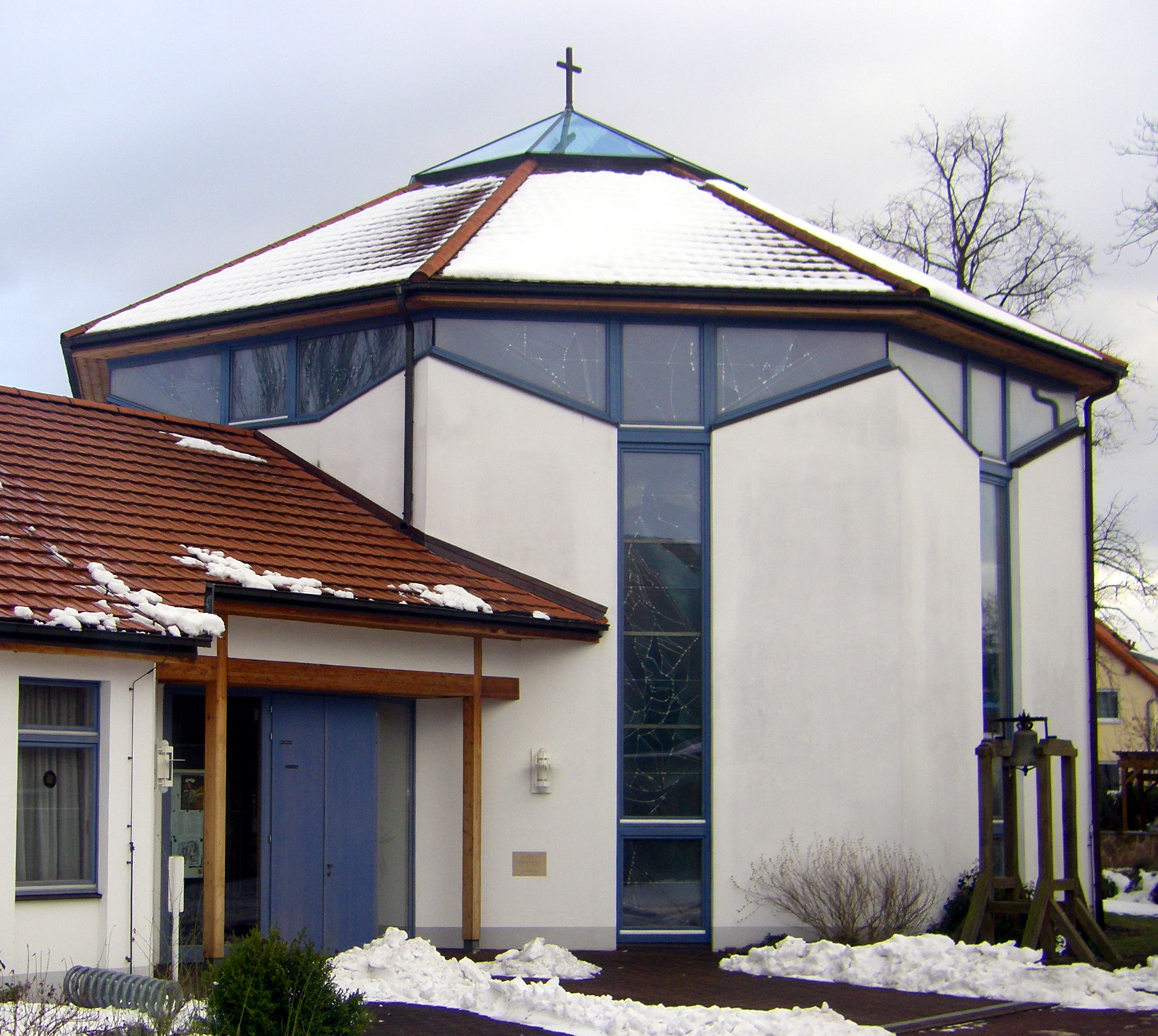
Katholische Pfarrkirche Maria Königin des Friedens

## Geschichte

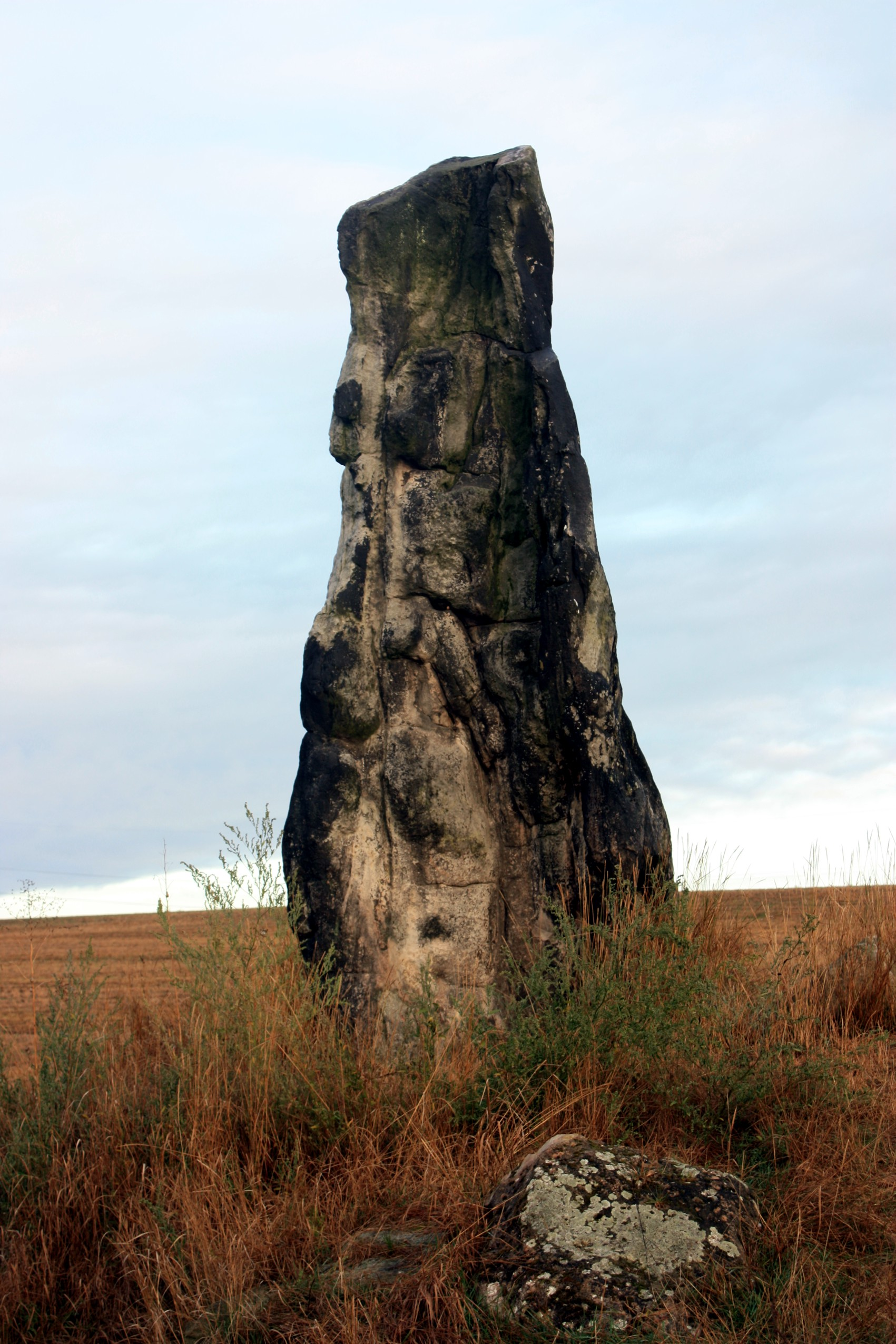
Menhir Steinerne Jungfrau nördlich von Dölau

Am Rand von Halle-Dölau befindet sich am Jungfrauenweg nahe der Neuragoczystraße in unmittelbarer Nachbarschaft zu einer Gartenanlage der zweithöchste Menhir Deutschlands, die „Steinerne Jungfrau“, und bezeugt die Besiedlung der Region in der Jungsteinzeit. Auf dem Gelände der Bischofswiese im Osten befindet sich eine jungsteinzeitliche Befestigungsanlage, hier gab es Funde aus der Baalberger Kultur (4100–3600 v. Chr.) und der Bernburger Kultur (3300–2800 v. Chr.).
Dölau gehörte zum Amt Giebichenstein im Saalkreis des Erzstifts Magdeburg. 1680 kam der Ort mit dem Saalkreis zum Herzogtum Magdeburg unter brandenburg-preußischer Herrschaft. Mit dem Frieden von Tilsit wurde Dölau im Jahr 1807 dem Königreich Westphalen angegliedert und dem Distrikt Halle im Departement der Saale zugeordnet. Der Ort gehörte zum Kanton Halle-Land. Nach der Niederlage Napoleons und dem Ende des Königreichs Westphalen befreiten die verbündeten Gegner Napoleons Anfang Oktober 1813 den Saalkreis. Bei der politischen Neuordnung nach dem Wiener Kongress 1815 wurde der Ort im Jahr 1816 dem Regierungsbezirk Merseburg der preußischen Provinz Sachsen angeschlossen und dem Saalkreis zugeordnet.
Am 1. Juli 1950 wurde Dölau nach Halle (Saale) eingemeindet.
Im Bezirkskrankenhaus Halle-Dölau erlag der evangelische Pfarrer Oskar Brüsewitz am 22. August 1976 seinen Verbrennungen, die er sich aus Protest gegen die DDR-Behörden in Zeitz selbst zugefügt hatte.
Seit 1964 war Dölau der westliche Endpunkt der S-Bahn Halle. Am 1. August 2002 wurde der Verkehr im Abschnitt von Nietleben über den Heidebahnhof nach Halle-Dölau eingestellt.
Am Abend des 7. Juli 2015 zog ein schweres Unwetter über Dölau und den Nordwesten von Halle. Dabei wurden Dächer abgedeckt und Bäume entwurzelt, einige Straßen waren unpassierbar. Manche Anwohner berichteten von einem Tornado.

## Sport / Vereine
SV Blau-Weiß Dölau e. V.

## Söhne und Töchter
- Hans Ulrich Scupin (1903–1990), Staatsrechtslehrer und Staatsphilosoph
- Helga Einsele (1910–2005), Kriminologin, Gefängnisdirektorin und Strafrechtsreformerin
- Erdmuthe Falkenberg (1913–2000), Juristin und Sozialpolitikerin
- Hilmar Thate (1931–2016), Schauspieler
- Hans Dresig (1937–2018), Professor für Technische Mechanik und Autor
- Hannelore Schulz (* 1943), ehemalige Gewerkschafterin (FDGB)

## Persönlichkeiten
- Peter Findeisen (1941–2012), Kunsthistoriker und klassischer Archäologe